# Noszvaj
Noszvaj è un comune dell'Ungheria di 1.710 abitanti (dati 2001). È situato nella contea di Heves.